# Grand Combin de Valsorey
El Grand Combin de Valsorey  o Combin de Valsorey és una muntanya de 4.184 metres que es troba a la regió del Valais a Suïssa.